# Retable de Poissy
Le Retable de Poissy est une œuvre réalisée vers 1400 dans l'atelier de Baldassare degli Embriachi, conservée au musée du Louvre. Elle a été commandée par le duc Jean Ier de Berry qui en a fait don au prieuré de Poissy.

## Histoire
Le retable de Poissy est commandé par Jean de Berry à l'atelier italien de Baldassare degli Embriachi aux alentours de 1400 afin de l'offrir à Saint-Louis de Poissy. La date exacte n'est pas connue : ce pourrait être 1397, lorsque Marie de France, fille de Charles VI et nièce de Jean de Berry, devient moniale à Poissy. À cette occasion, le duc lui offre également un reliquaire d'or, ainsi que le Bréviaire de Belleville. Baldassare degli Embriachi, qui dirige l'atelier, vient à Paris en 1401-1402 : ce pourrait également être la date de la commande du retable, à moins qu'il ne s'agisse de celle de sa mise en place à Poissy. Le retable a sans doute été réalisé en Italie, d'où il est livré et monté à Poissy : la représentation du duc de Berry ne ressemble pas aux portraits connus de lui.
Le retable demeure à l'abbaye jusqu'à la Révolution française. Il y est saisi le 27 janvier 1794 et transporté au château de Versailles, puis au Louvre. Le sculpteur Henry de Triqueti le restaure en 1832 : il refait les clochetons et pinacles, ainsi qu'une partie de la marqueterie et de l'ornementation. Ses interventions sont particulièrement nombreuses dans la partie supérieure.
Le retable est de nouveau restauré en 1985 après une inondation. Il est maintenant exposé au sein du département des Objets d'Arts, dans l'aile Richelieu du Louvre.

## Description

### Structure et ornementation

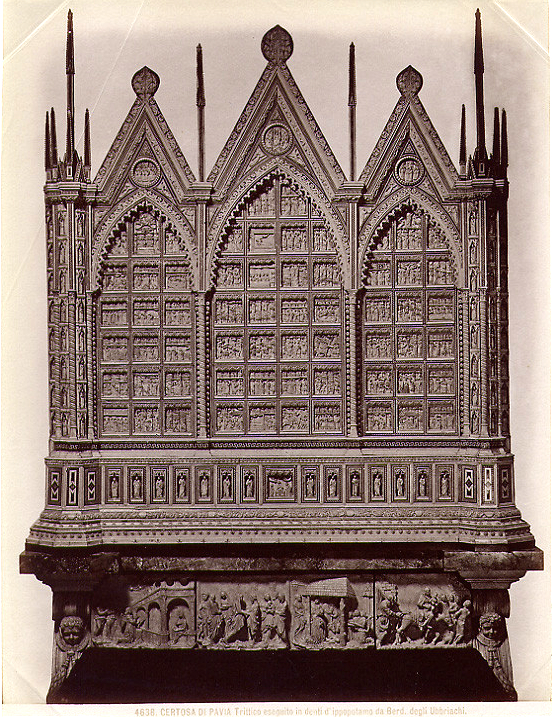
Retable de la chartreuse de Pavie

Le retable est organisé comme un grand triptyque, donc divisé en trois grands panneaux, subdivisés eux-mêmes en petits panneaux carrés qui accueillent chacun une scène. Chaque panneau est composé de sept registres. L'ensemble est couronné de gâbles et de pinacles, lourdement restaurés par Triqueti, et repose sur une base plus large, qui accueille une série de statuettes abritées par des niches. L'organisation en triptyque a permis de rapprocher ce retable de celui de la chartreuse de Pavie, qui présente la même structure, en plus grand et plus complexe.
Les statuettes de la base et les petits panneaux composant les scènes sont sculptés en os. Chacun des petits panneaux carrés comporte quatre plaquettes rectangulaires et verticales, représentant un personnage ou un groupe des personnages.
Les personnages des diverses scènes sont minces et élégants, souvent en mouvement, mais un peu stéréotypés. Ces éléments stylistiques indiquent que le retable de Poissy n'est pas de la même main que celui de Pavie, attribué à Giovanni di Jacopo, mais ils se retrouvent dans les plaquettes de deux coffres commandés par la chartreuse de Pavie à Baldassare degli Embriachi avec le retables, et aujourd'hui conservés au Metropolitan Museum à New York. Ce rapprochement permet de confirmer à la fois que le retable de Poissy provient de la bottega des Embriachi et que cet atelier employait plusieurs maîtres en même temps.
Le revers du retable porte les armes du duc de Berry, de France à la bordure engrêlée de gueules.

### Le panneau central
Le panneau central est consacré à la vie du Christ. Le registre inférieur se lit de gauche à droite, et les suivants de droite à gauche
| Lieu de l'image    | Iconographie                      | Iconographie                             | Iconographie                        | Iconographie                     |
| ------------------ | --------------------------------- | ---------------------------------------- | ----------------------------------- | -------------------------------- |
| Médaillon du gâble | Le Christ trônant dans la gloire  | Le Christ trônant dans la gloire         | Le Christ trônant dans la gloire    | Le Christ trônant dans la gloire |
| Septième registre  | La Crucifixion                    | La Crucifixion                           | La Crucifixion                      | La Crucifixion                   |
| Sixième registre   | Portement de Croix                | Ecce Homo                                | Christ aux outrages                 | Baiser de Judas                  |
| Cinquième registre | Jésus devant Caïphe               | Lavement des Pieds                       | Jésus réveille les Apôtres endormis | Agonie au Jardin des Oliviers    |
| Quatrième registre | Cène                              | Jésus chassant les marchands du Temple   | Entrée à Jérusalem                  | Multiplication des pains         |
| Troisième registre | Jésus convertissant des sénateurs | Repas chez Simon                         | Transfiguration                     | Résurrection de Lazare           |
| Deuxième registre  | Tentation du Christ               | "Laissez venir à moi les petits enfants" | Jésus parmi les docteurs            | Présentation au Temple           |
| Premier registre   | Annonciation                      | Adoration des Mages                      | Circoncision                        | Fuite en Egypte                  |

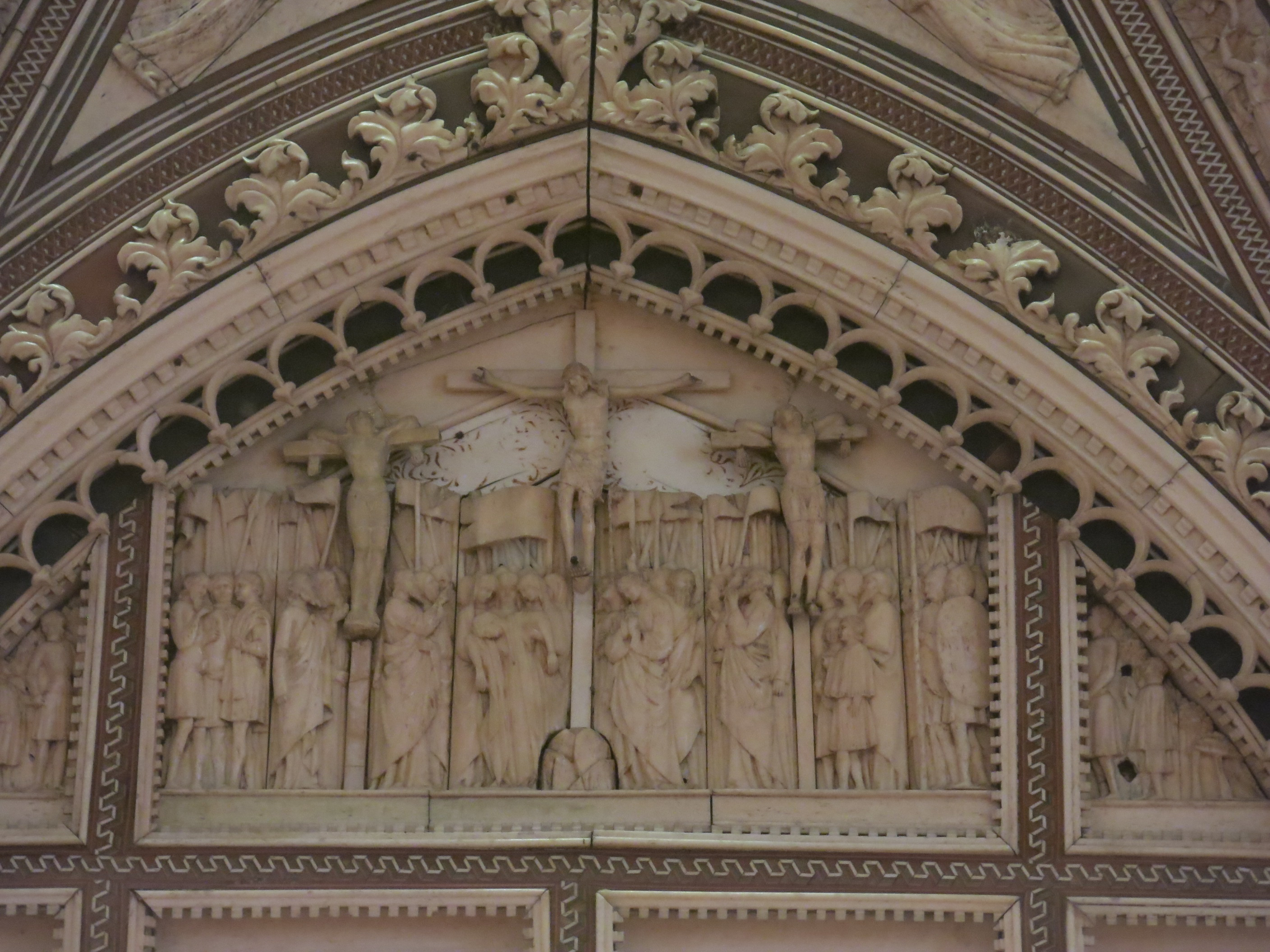
Crucifixion

L'Ecce Homo et la scène où Jésus invite à laisser les enfants l'approcher sont entièrement refaites par Triqueti. Jésus devant Caïphe et le Christ aux outrages le sont partiellement.

### Le panneau gauche
Le panneau gauche relate la vie de saint Jean Baptiste, patron du duc Jean de Berry. Les sept registres ne contiennent que trois scènes chacun, sauf le septième qui n'en contient qu'une. Là encore, le premier registre se lit de gauche à droite et les suivants de droite à gauche.
On a donc dans l'ordre : 
| Lieu de l'image    | Iconographie                                     | Iconographie                                             | Iconographie                                                |
| ------------------ | ------------------------------------------------ | -------------------------------------------------------- | ----------------------------------------------------------- |
| Médaillon du gâble | Jean Baptiste trônant dans la gloire             | Jean Baptiste trônant dans la gloire                     | Jean Baptiste trônant dans la gloire                        |
| Septième registre  | Chrétiens en prière au tombeau de Jean Baptiste  | Chrétiens en prière au tombeau de Jean Baptiste          | Chrétiens en prière au tombeau de Jean Baptiste             |
| Sixième registre   | Salomé apporte la tête à Hérodiade               | On apporte la tête de Jean Baptiste sur un plat à Salomé | Danse de Salomé                                             |
| Cinquième registre | Deux disciples du Baptiste vont interroger Jésus | Jean Baptiste mis en prison                              | Jean Baptiste reproche à Hérode son adultère                |
| Quatrième registre | Jean Baptiste désigne l'Agneau de Dieu           | Baptême du Christ                                        | Jean Baptiste nie être le Messie aux prêtres et aux lévites |
| Troisième registre | Jean Baptiste nie être le Messie                 | Jean Baptiste prêche aux soldats                         | Jean Baptiste prêche aux pharisiens                         |
| Deuxième registre  | Jean Baptiste se retire dans le désert           | Imposition du nom de Jean                                | Naissance de Jean Baptiste                                  |
| Premier registre   | Annonce à Zacharie                               | Zacharie muet sort du Temple                             | Visitation                                                  |

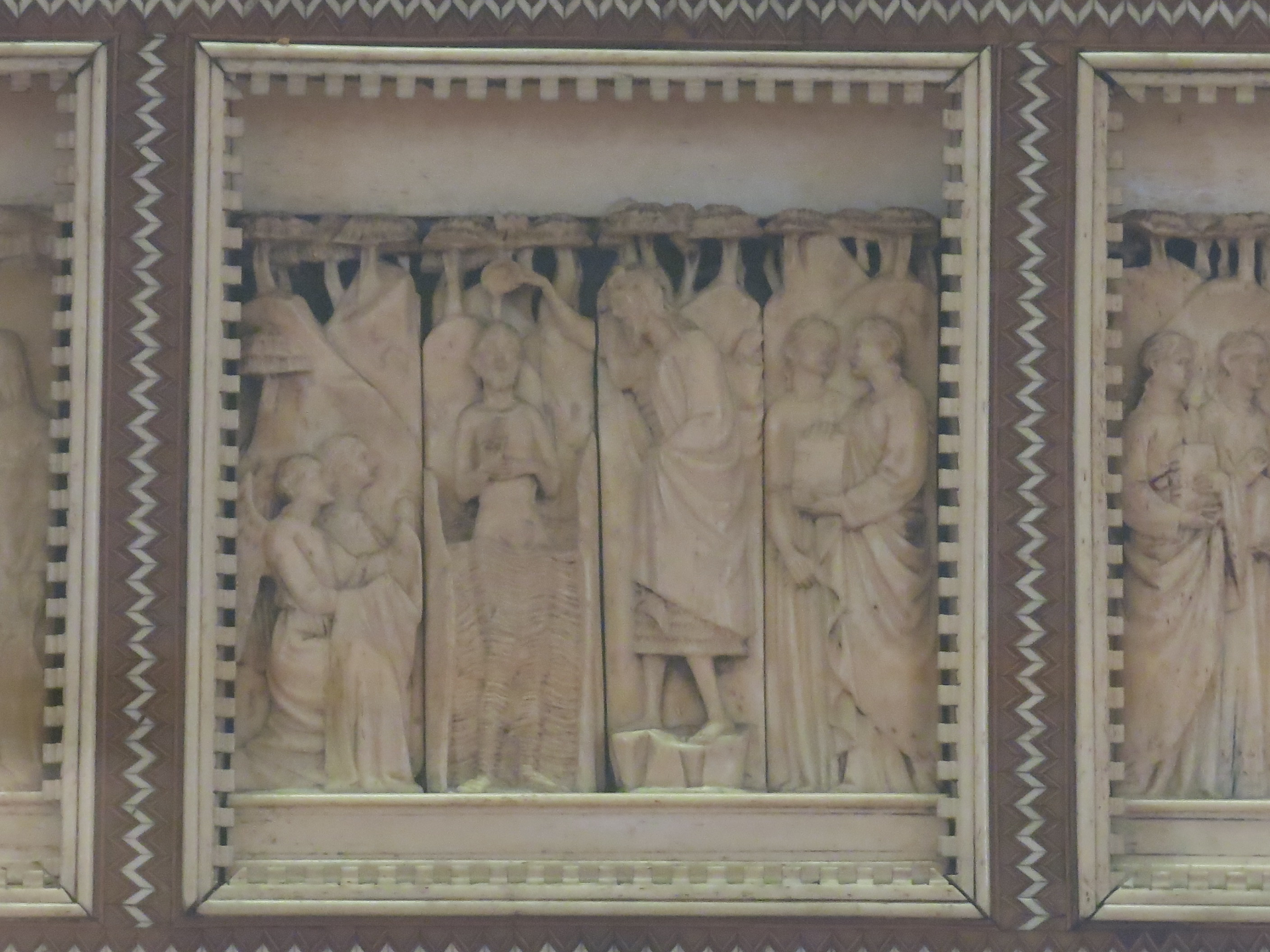
Baptême de Jésus

Au quatrième registre, la scène où Jean Baptiste désigne l'Agneau de Dieu est en grande partie refaite lors de la restauration par Triqueti.

### Le panneau droit
Le panneau droit est consacré à la vie de saint Jean l'Evangéliste. Comme pour le panneau de droite, les sept registres contiennent trois scènes chacun, sauf le septième qui n'en contient qu'une, et le premier registre se lit de gauche à droite, contrairement aux suivants qui se lisent de droite à gauche. 
| Lieu de l'image    | Iconographie                                                                        | Iconographie                                        | Iconographie                                          |
| ------------------ | ----------------------------------------------------------------------------------- | --------------------------------------------------- | ----------------------------------------------------- |
| Médaillon du gâble | Jean trônant dans la gloire                                                         | Jean trônant dans la gloire                         | Jean trônant dans la gloire                           |
| Septième registre  | Ascension de Jean                                                                   | Ascension de Jean                                   | Ascension de Jean                                     |
| Sixième registre   | Jean fait creuser sa tombe                                                          | Jean rédige son Evangile                            | Jean répond aux moqueries sur sa perdrix apprivoisée  |
| Cinquième registre | Résurrection des goûteurs et conversion d'Aristodème                                | Jean étend son manteau sur les goûteurs empoisonnés | Jean boit la coupe empoisonnée                        |

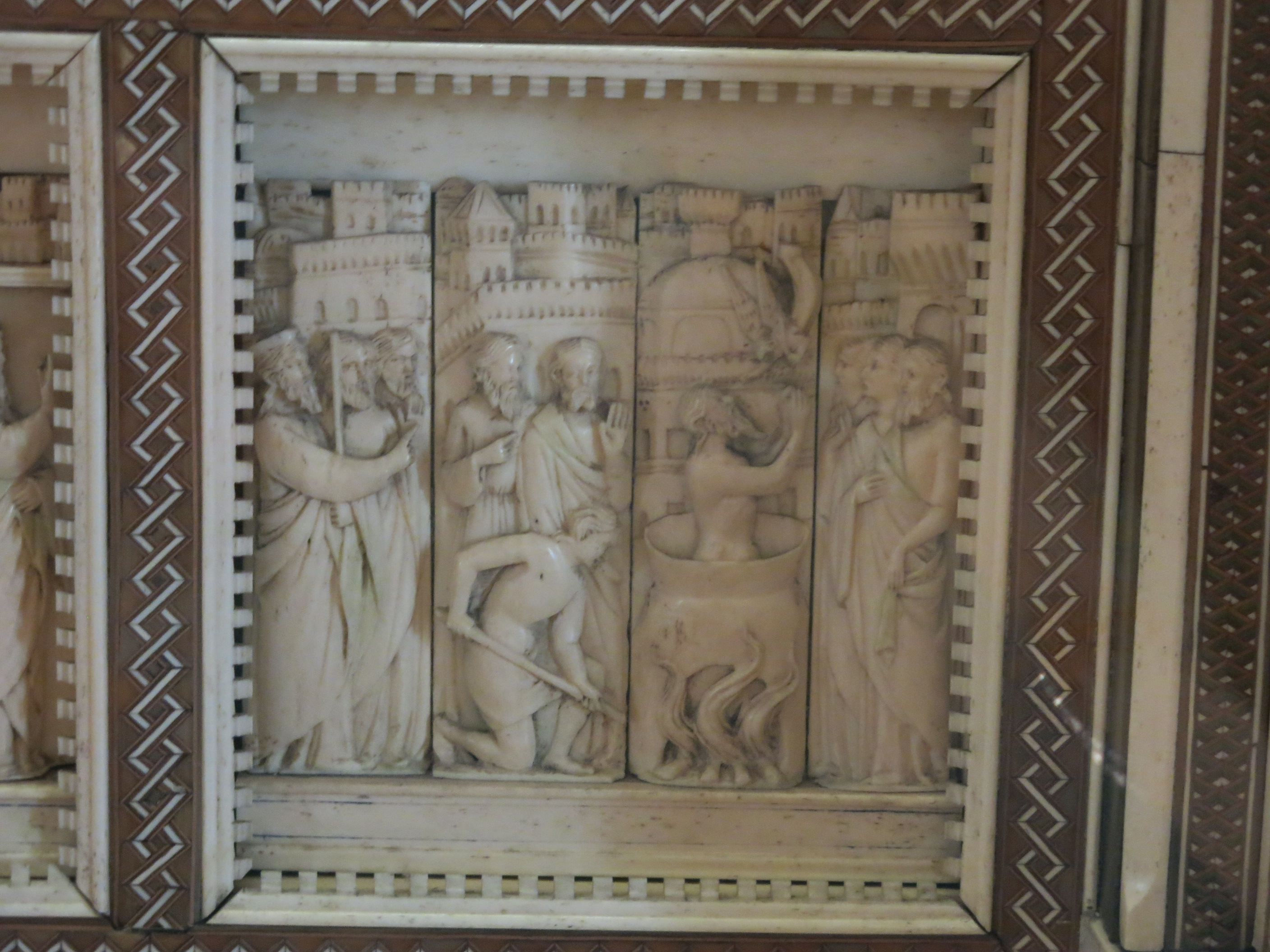
Martyre de Saint-Jean

| Quatrième registre | Destruction du temple où il avait refusé de prier une idole                         | Jean ressuscite le mort                             | La famille d'un mort demande à Jean de le ressusciter |
| Troisième registre | Jean reconstitue les pierreries                                                     | Craton défie Jean                                   | Jean blâme Craton                                     |
| Deuxième registre  | Deux jeunes gens réduisent leurs pierreries en poussière sous l'influence de Craton | Résurrection de Drusienne                           | Exil à Patmos                                         |
| Premier registre   | Arrive de Jean à Rome                                                               | Jean devant Domitien                                | Il est jeté dans l'huile bouillante                   |

La scène où la famille d'un mort demande à Jean de le ressusciter a été en partie refaite par Triqueti, de même que celle de l'ascension de Jean.

### La base
Douze niches abritent un collège apostolique, dont il manque quatre statuettes. Aux extrémités de la base, les donateurs Jean de Berry et Jeanne de Boulogne, sa femme, sont représentés avec leurs saints patrons : Jean Baptiste et André pour Jean de Berry et Jean l'Evangéliste et Catherine pour Jeanne de Boulogne.

## Galerie

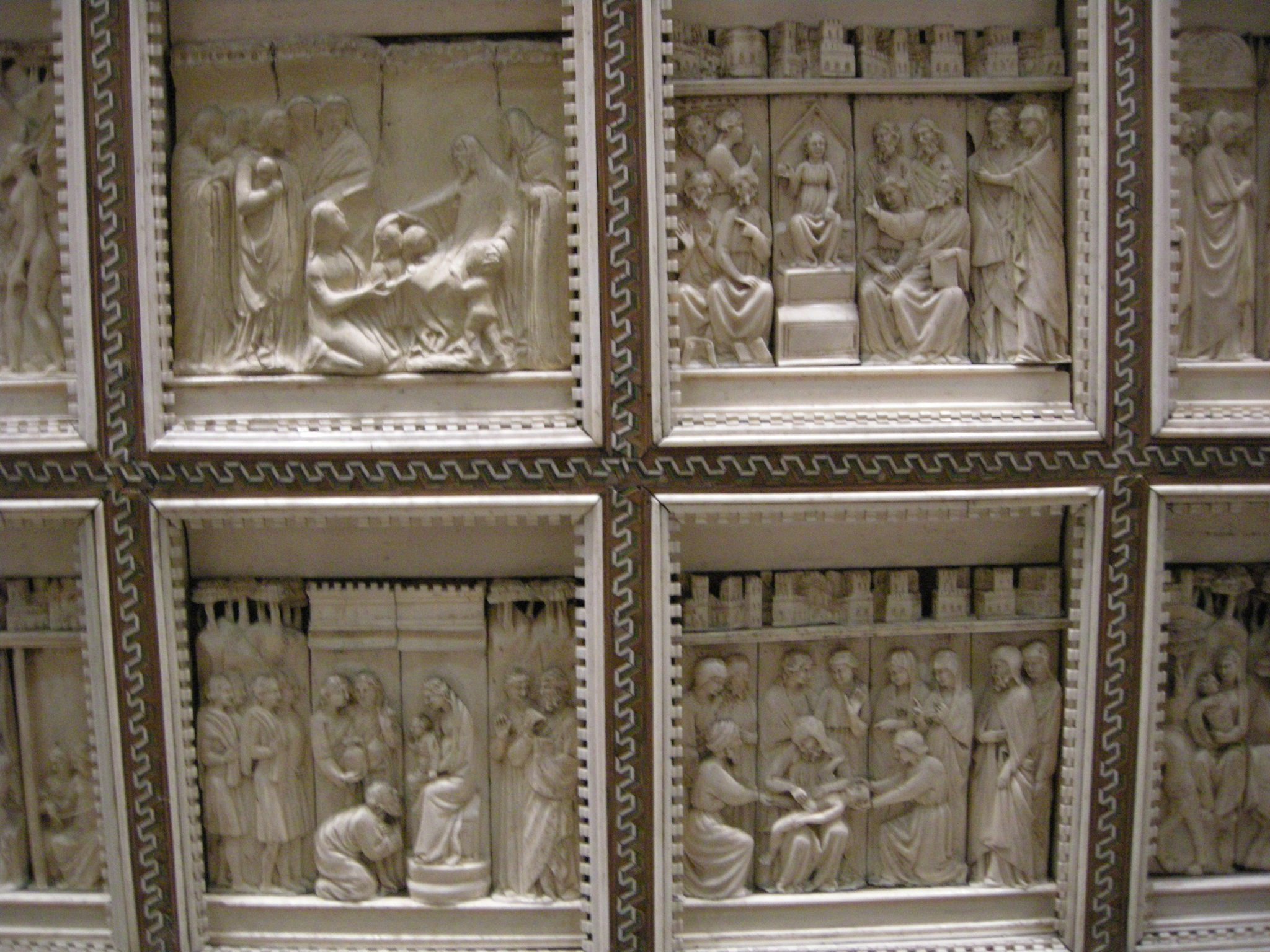
Scènes de la vie du Christ
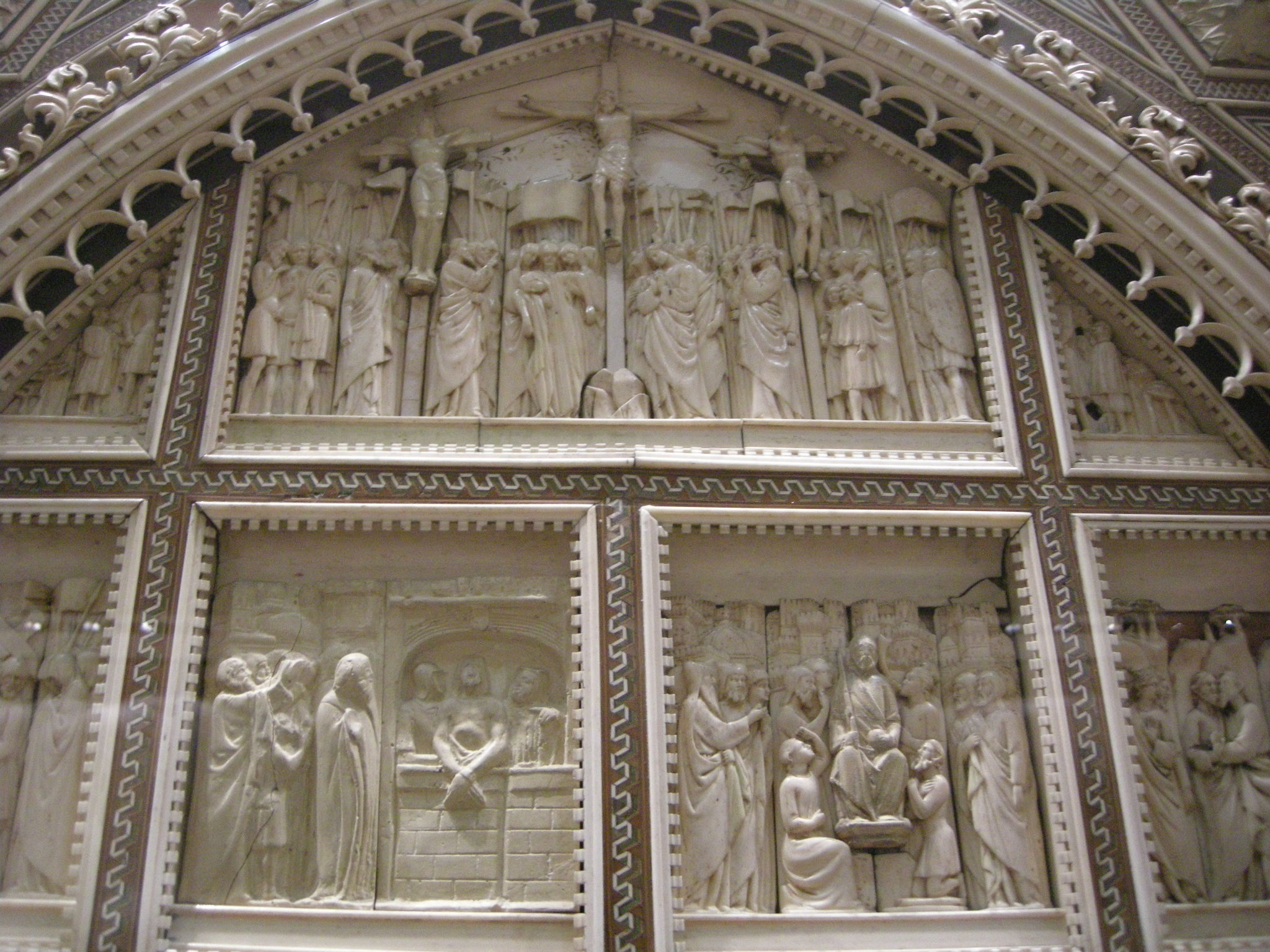
Scènes de la vie du Christ
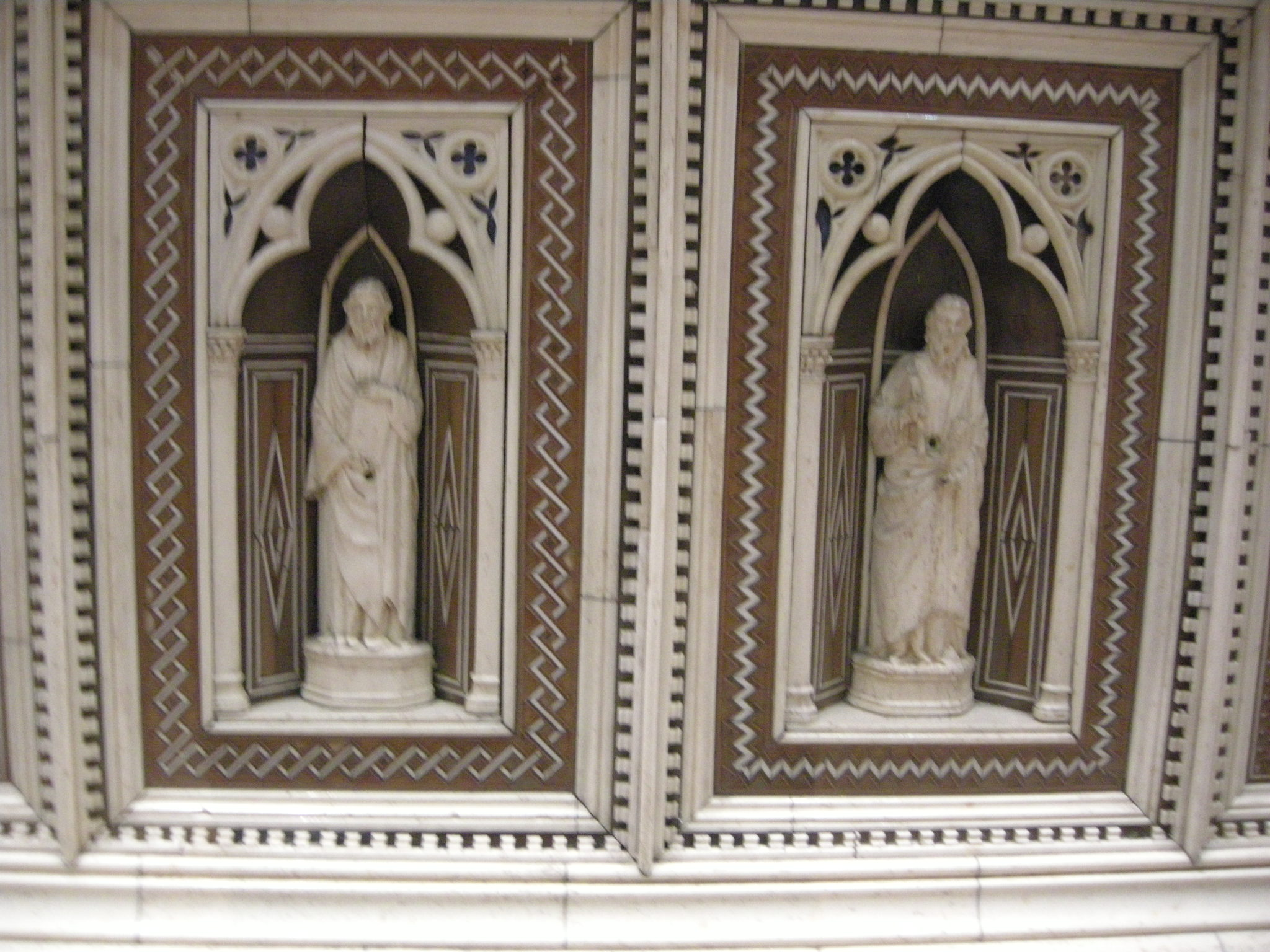
Apôtres